# Трумбуја
Трумбуја је ненасељено острвце у хрватском делу Јадранског мора у акваторији општине Медулин.
Острво је једно од 7 острва која се налазе пред, односно у Медулинском заливу на југу Истре између рта Шкољић код насеља Премантура и острва Цеја од којег је удаљено око 1 км. Површина Трумбује износи 0,022 км². Дужина обалске линије је 0,53 км.. Највиши врх на острву је висок 11 метара.